# Riachinho (Tocantins)
Riachinho é um município brasileiro do estado do Tocantins. Sua população estimada em 2020 era de 4.684 habitantes. Já em 2021, segundo o IBGE, a população estimada é de 4.723 e a Área da unidade territorial é 512,156 km² [2021]. Os habitantes se chamam riachienses. Vizinho dos municípios de Ananás, Angico,  Xambioá Darcinópolis e Wanderlândia, Riachinho se situa a 46 km a Sul-Leste de São Geraldo do Araguaia-PA a maior cidade nos arredores.

## Administração
- Prefeito: Ronaildo Bandeira Da Cruz
- Vice-prefeito: Lourival Jose Veloso